# Palpares hispanus
Palpares hispanus är en insektsart som beskrevs av Hagen 1860. Palpares hispanus ingår i släktet Palpares och familjen myrlejonsländor. Inga underarter finns listade i Catalogue of Life.